# Kassorola
Kassorola is een gemeente (commune) in de regio Ségou in Mali. De gemeente telt 16.300 inwoners (2009).
De gemeente bestaat uit de volgende plaatsen:
- Koula
- Kouroubadougou-Kagoua
- Kouroubadougou-Peulh
- Kouroubadougou-Yalogosso
- Madina-Tabouakan
- Madina-Zaniekan
- Madina-Zankan
- Madina-Ziekan
- Nanani-Djire
- Nanani-Zankan
- Neguesso
- Nianasso (hoofdplaats)
- Niwagasso
- Tieneresso
- Warasso
- Wereba
- Zalogosso I
- Zalogosso II
- Zamblala-Bola
- Zamblala-Kagoua
- Zamblala-Peulh
- Zamblala-Sokan
- Zangorosso
- Zeguere